# Mount Pleasant (Utah)
Mount Pleasant es una ciudad del condado de Sanpete, estado de Utah, Estados Unidos. Según el censo de 2000 la ciudad tenía una población de 2.707 habitantes.

## Geografía

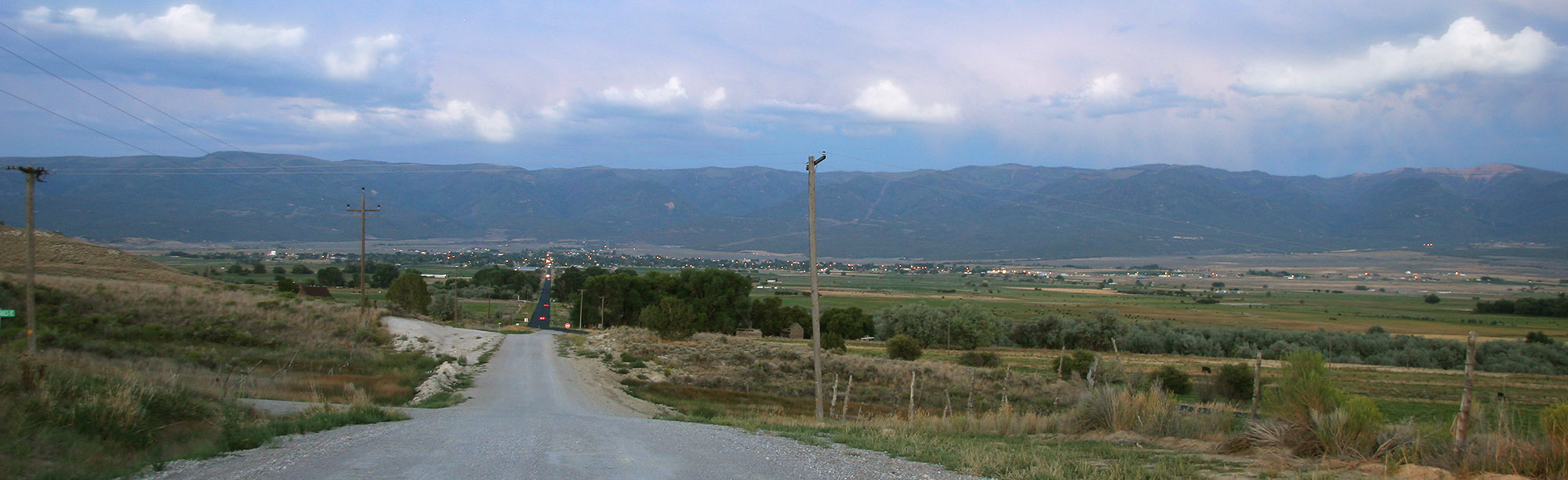
Vista panorámica del monte Pleasant mirando al este a lo largo de la autopista116.

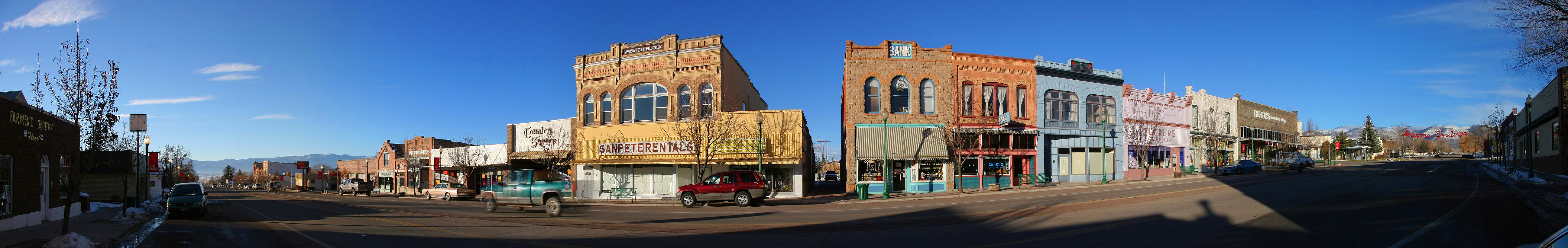
Vista panorámica de edificios históricos de la calle principal.

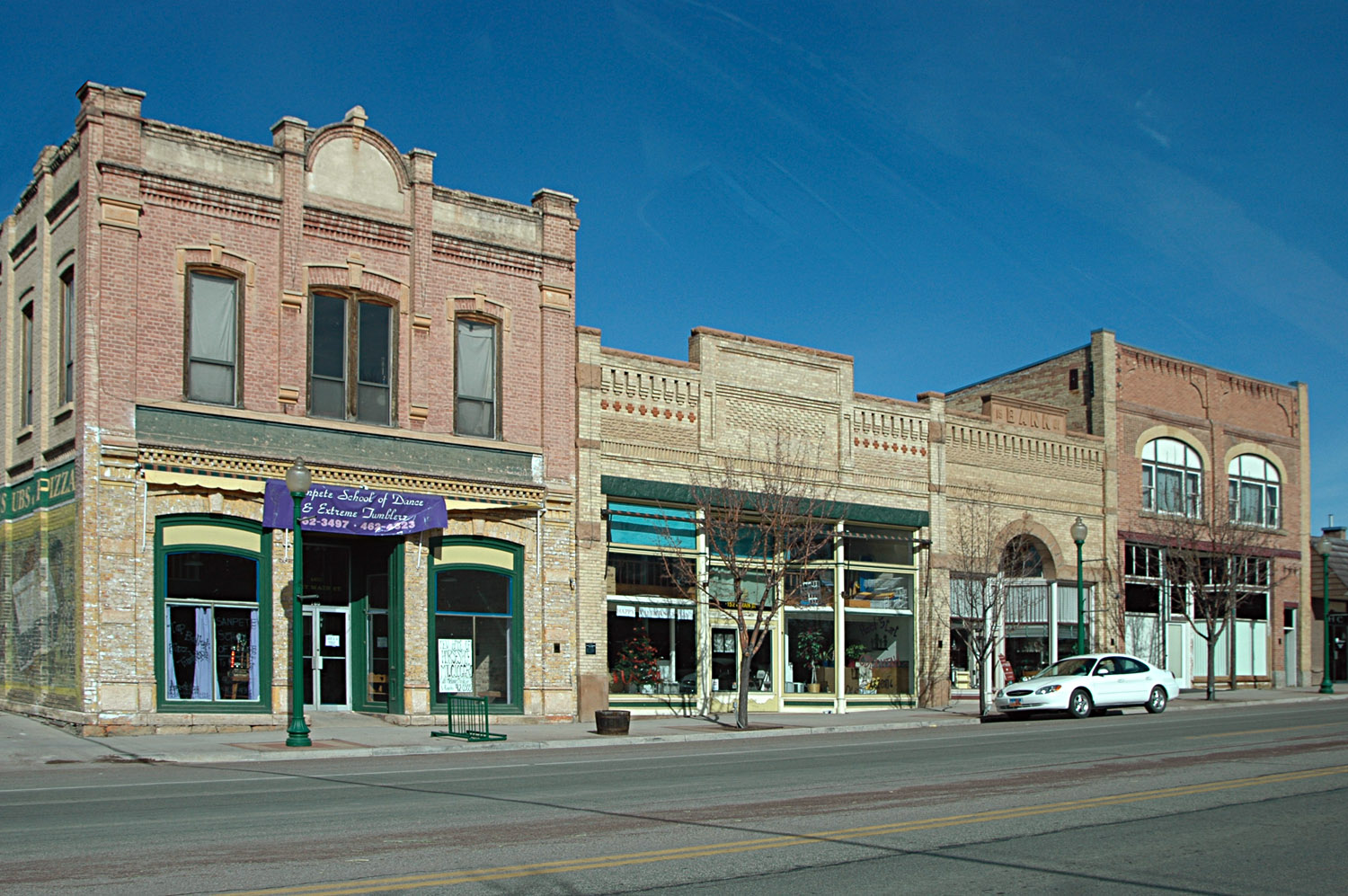
Edificios históricos de la calle principal de Mount Pleasant

Mount Pleasant se encuentra en las coordenadas 39°32′35″N 111°27′23″O / 39.54306, -111.45639.
Según la oficina del censo de Estados Unidos, la ciudad tiene una superficie total de 7,3 km². No tiene superficie cubierta de agua.